# Erik Norrman (1870–1965)
Erik Robert Norrman, född den 21 september 1870 i Tillinge församling, Uppsala län, död den 15 mars 1965 i Uppsala, var en svensk skolman. Han var son till August Norrman.
Norrman avlade filosofie kandidatexamen vid Uppsala universitet 1893 och filosofie licentiatexamen 1902. Han blev adjunkt vid Karlstads seminarium 1905 och lektor där 1918. Norrman var tjänstledig därifrån för att vara rektor vid Skara seminarium 1912–1936. Han blev riddare av Nordstjärneorden 1922. Norrman vilar på Uppsala gamla kyrkogård.